# Askims socken
Askims socken i Västergötland ingick i Askims härad. Sedan 1974 ingår den i Göteborgs kommun och motsvarar från 2016 Askims distrikt. Namnet uttalas ['aʃim].
Socknens areal är 36,85 kvadratkilometer varav 36,14 land. År 2000 fanns här 21 434 invånare.(1 352 invånare den 31 december 1888)  Delar av tätorterna Göteborg, Billdal och Gundal och Högås, orten Hovås samt sockenkyrkan Askims kyrka ligger i socknen.

## Administrativ historik
Socknen har medeltida ursprung. 
Vid kommunreformen 1862 övergick socknens ansvar för de kyrkliga frågorna till Askims församling och för de borgerliga frågorna bildades Askims landskommun. Landskommunen  uppgick 1974 i Göteborgs kommun. Området utgör 2010 stadsdelen, och primärområdet Askim. 
1 januari 2016 inrättades distriktet Askim, med samma omfattning som församlingen hade 1999/2000.
Socknen har tillhört län, fögderier, tingslag och domsagor enligt vad som beskrivs i artikeln Askims härad. De indelta båtsmännen tillhörde 2:a Bohusläns båtsmanskompani.

## Geografi och natur
Askims socken ligger sydväst om Göteborg vid Kattegatts kust och omfattar även skärgård.
Socknen ligger vid Askimsfjorden och har en ganska bergig terräng. Bebyggelsen är mest koncentrerad till kustområdet, och utgörs till övervägande del av villor. Befolkningen har en markant högre inkomst än genomsnittet.
En sätesgård var Billdals herrgård.

### Natur
Askims natur är präglad av kontakten med havet. Längs kusten finns ett band av öar och skär, kusten är omväxlande klippstrand med inslag av strandängar. Fastlandet är bergigt med avlagrade havssediment som bildat lerjordar, på vissa ställen återfinns moränjord från inlandsisen. Marknivån är ständigt ökande åt öster mot en flera kilometer bred ås i nordsydlig riktning, Sandsjöbacka. Åsen är bergig och med blandad vegetation varierande från berghällar, hedar till skog.
Det finns ett naturreservat i socknen: Sandsjöbacka som delas med Fässbergs, Kållereds och Lindome socknar i Mölndals kommun samt Släps och Tölö socknar i Kungsbacka kommun ingår i EU-nätverket Natura 2000. Hult Åsen är ett naturvårdsområde.

### Skärgården
Skärgårdens yttersta skär är ständigt översköljda av saltvatten medan de inre större öarna, så som Amundön hyser en betydande vegetation med skogar och ängar. På de mer utsatta skären ges näringen framförallt från fågelspillning, vegetationen är marin med framförallt lavar och salttoleranta gräs. Små vattensamlingar, hällkar, bildas med en del vattenväxter. De mindre utsatta skären återfinns några trädarter som rönn och björk. Annars är det ris och ängar som dominerar. På de större kustnära Amundöarna har det till och med bedrivits jordbruk, i de vindskyddade lägena finns skog av bergek, vårtbjörk och klibbal.

### Fastlandet
De närmaste två till tre kilometerna från kusten är till stora delar bebyggt förutom de högsta bergen, med vissa undantag. Området användes innan exploateringen på 1970-talet för jordbruk som i sin intensitet gjorde största delen till ett kulturlandskap med vissa spår av natur. Från jordbrukets nedgång i mitten av 1900-talet och den senare omvandlingen till bostadsområde har naturen återkommit på de oexploaterade områdena och de flesta bergen är från 1980-talet bevuxna med skog där jordmånen tillåter det. Den naturliga skogen kan antas vara ädellövskogen men dagens skog är formad av tillfälligheter och mycket omväxlande men med viss övervikt åt lövskog. Fyra bäckar rinner genom området och de är delvis skyddade med en egen naturtyp. 
De nordligaste delarna av Askim skiljer sig från de övriga genom sitt skyddade läge i det inre av Askimsviken, kusten är av strandängstyp och längst i norr rinner Stora ån som avvattnar hela Fässbergsdalen, vid dess utlopp i Askimsviken bildas den grunda sumpiga Välen.

### Inlandet
De östligaste delarna ingår i det högt belägna, över 30 meter, Sandsjöbackareservatet. Området utgör gammal obebodd utmark till gårdarna närmare kusten och var i början av 1900-talet ett hed och hällmarksområde som nu till stora delar är beskogat. I de nordvästra delarna av det höglänta området har bebyggelsen klättrat upp ända till krönet på bergen.
I området finns flera mindre sjöar, kärr och mossar.

### Byar och hemman
De gamla bya- och hemmansnamnen i Askims socken återfinns samtliga i de första jordeböckerna, som på 1500-talet lades upp på Gustav Vasas befallning. Enligt dem har det funnits 10 byar och 21 fristående hemman (dessa har i regel räknats höra till närmast belägna byalag) i socknen. Byarna var följande, inom parentes anges hemman inom byn:
- Askim (Knapegården, Stommen, Stora Askim, Lilla Askim)
- Billdal (Västergård, Östergård)
- Brottkärr (Västergården, Östergården)
- Gatersered (Norgården, Sörgården)
- Hovås (Hovås Klovan, Lilla Hovås, Stora Hovås, en utjord)
- Hult (Hult eller Åsen, Krokegården, Skomakaregården Mellangården, Sörgården)
- Hylte (Nedergården, Övergården)
- Skintebo (Lilla Skintebo, Stora Skintebo)
- Svindal (Lilla Svindal, Stora Svindal)
- Årekärr (Lilla Ärekärr, Stora Ärekärr)

Fristående hemman var följande:

- Ambjörnhagen
- Amundö
- Backa
- Björkedal
- Hagen
- Heden
- Hulan
- Hästebäck
- Kobbegården
- Kopparås
- Letsegården
- Lindås
- Lyckekärr
- Nygården
- Otterbäck
- Otterbäcks sex kvarnfall
- Pilegården
- Pixbo
- Pjältered
- Storegården
- Tråkärrsslätt
- Uggledal

## Fornlämningar
Cirka 35 boplatser från stenåldern har påträffats. Från bronsåldern finns gravrösen, stensättningar och hällristningar. Från järnåldern finns två gravfält och några domarringar.

## Befolkningsutveckling
Folkmängden ökade från 998 år 1810 till 1 337 år 1850 varefter den pendlade mellan 1 100 och 1 350 till 1910 då den uppgick till 1 361. Därefter ökade folkmängden till 20 929 år 1990. Den största expansionen ägde rum efter 1960 då det fortfarande fanns 3 993 invånare.

## Namnet
Namnet skrevs 1489 Askym och kommer från byn Askim. Efterleden är hem, 'boplats, gård'. Förleden innehåller ask.

## Bilder

Askim
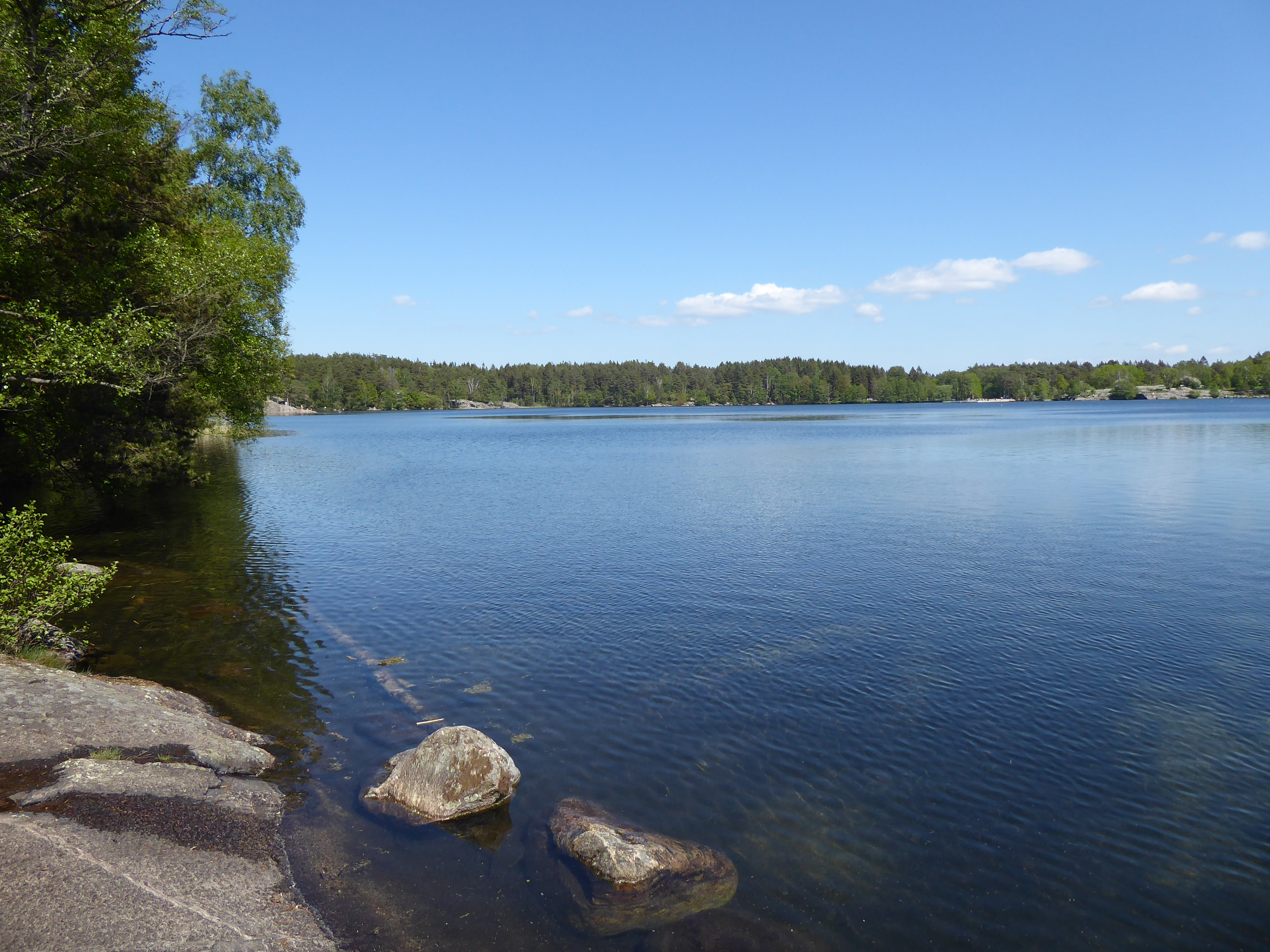
Sisjön från sydväst riktning norr den 29 maj 2021.
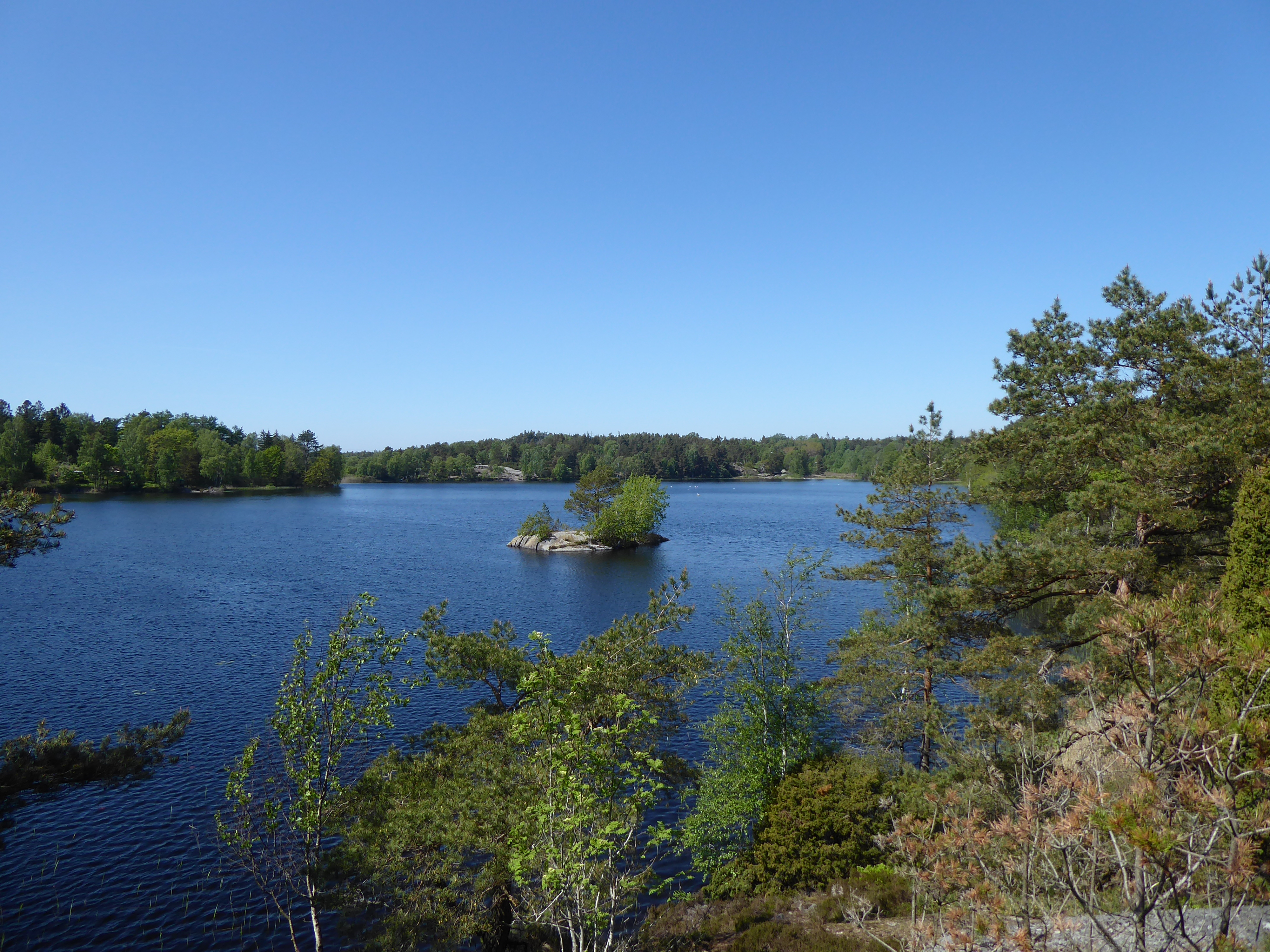
Oxsjön från östra sidan riktning mot norr den 29 maj 2021.
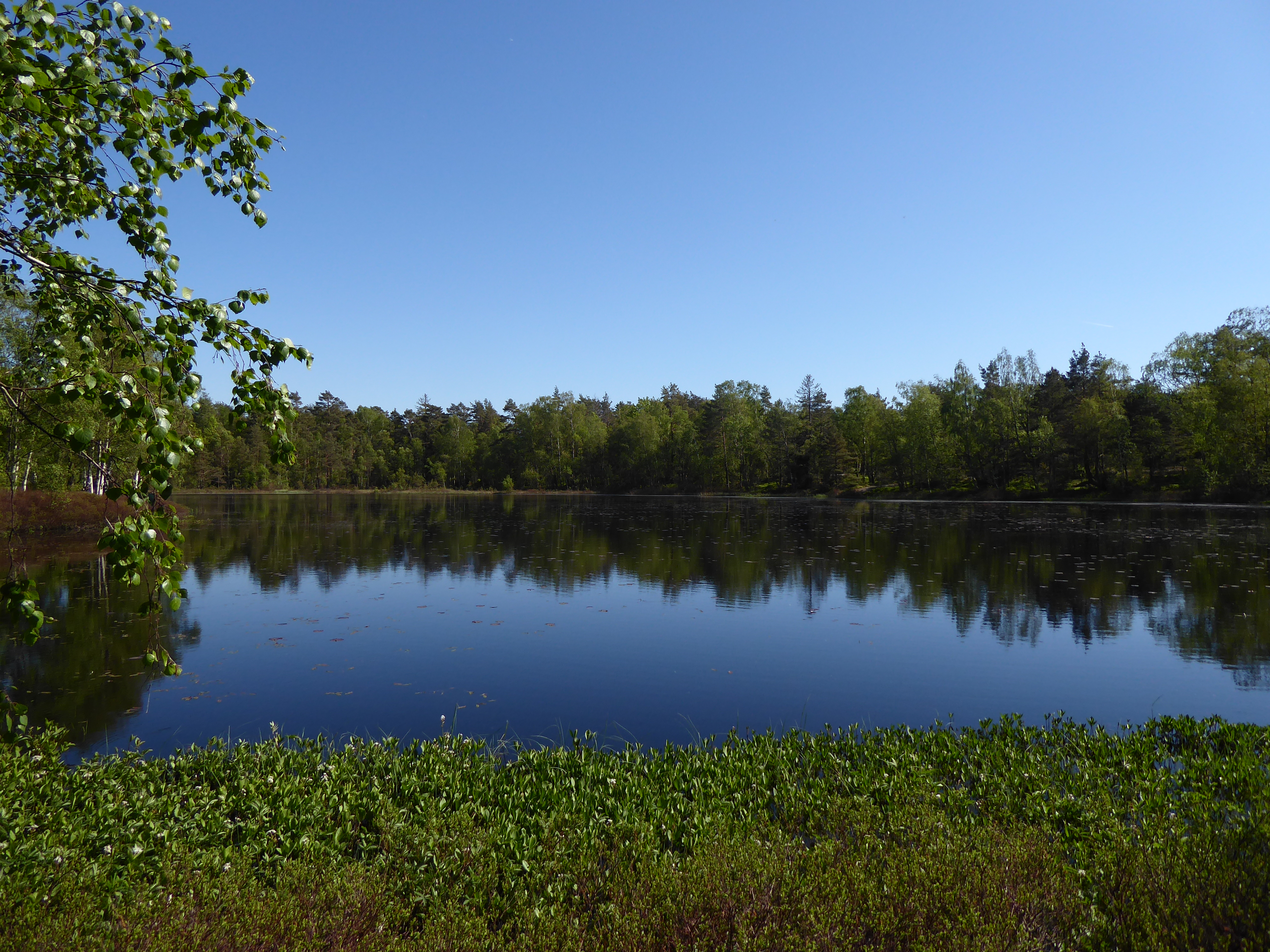
Svartmossen nordväst om Sisjön den 29 maj 2021.